# Eberhard Köllner
Eberhard Köllner (Stassfurt, 29 de setembre de 1939) és un ex-militar alemany. És conegut principalment per haver estat seleccionat com a reserva de Sigmund Jähn al vol del Soyuz 31.
Posteriorment fou el Director de l'Acadèmia de les Forces Aèries de la República Democràtica Alemanya amb el rang d'Oberst (coronel). Després de la reunificació alemanya, va refusar ser transferit a la Bundeswehr. Actualment treballa a la indústria privada.